# Диакате, Абдуллай
Абдуллай Диакате (фр. Abdoulaye Diakate; род. 16 января 1988, Гедьявай, Дакар) — сенегальский футболист, полузащитник.

## Карьера
С 2008 по 2010 годы играл в Турции. В 2011 году перешёл в «Тараз». За три сезона провёл 92 игры, забил 11 мячей.
В 2014 году играл за «Ордабасы». В 2015 году подписал контракт с клубом «Атырау». В 2016 году вернулся в «Ордабасы».

## Достижения
«Тараз»
- Финалист Кубка Казахстана: 2013

«Ордабасы»
- Бронзовый призёр чемпионата Казахстана: 2017, 2019

## Клубная статистика
| Игровая карьера | Игровая карьера | Игровая карьера | Лига | Лига | Кубок | Кубок | Межд. | Межд. | Др. | Др. |
| --------------- | --------------- | --------------- | ---- | ---- | ----- | ----- | ----- | ----- | --- | --- |
| 2019            | Ордабасы        | А               | 29   | 5    | 4     | 1     | 4     | 1     | —   | —   |
| 2020            | Ордабасы        | А               | 18   | 3    | —     | —     | 1     | 0     | —   | —   |
| 2021            | Ордабасы        | А               | 16   | 3    | 4     | 1     | —     | —     | —   | —   |
| 2022            | Туран           | А               | 22   | 1    | 4     | 0     | —     | —     | —   | —   |
| 2023            | Каспий          | А               | 13   | 0    | 1     | 0     | —     | —     | —   | —   |